# Astragalus amherstianus
Astragalus amherstianus es una especie de planta del género Astragalus, de la familia de las leguminosas, orden Fabales.
Fue descrita científicamente por Royle ex Benth.